# Anopterus
Anopterus es un género con dos especies de plantas con flores pertenecientes a la familia Escalloniaceae. Son arbustos o pequeños árboles que se distribuyen por Australia y Tasmania.

## Taxonomía
El género fue descrito por Jacques-Julien Houtou de Labillardière y publicado en Novae Holl. Pl. Spec. 1: 85. 1805. La especie tipo es:  Anopterus glandulosus Tasmania

## Especies aceptadas
A continuación se brinda un listado de las especies del género Anopterus aceptadas hasta marzo de 2014, ordenadas alfabéticamente.  
- Anopterus glandulosus Tasmania
- Anopterus macleayanus Australia